# 王溥 (宋朝)
王溥（922年—982年），字齐物，并州祁（今山西祁县）人，五代宋初政治人物，歷任後周太祖、世宗、恭帝、北宋太祖兩代四朝宰相。

## 生平
王溥出生於官宦世家，後漢乾祐元年（948年）二十六歲甲科進士第一名，任秘書郎，后周太祖广顺三年（953年）官至宰相，年僅32岁。周恭帝时，上表请修《世宗实录》，与扈蒙、张淡、王格、董敦等共同编修，建隆二年八月，书成奏上。其父王祚做過刺史、團練使，生活奢侈，好延壽之術。溥雖貴為宰相，家中仍以王祚作主，有官員到王家拜見王溥時，王祚招待客人，總是教王溥穿上一品官服，並在左右侍候。客人常坐立難安，王祚說：「豚犬，不足為之起。」
郭威任樞密副使、樞密使時，率軍平河中叛亂，聘為幕僚。平亂後，從敵區繳獲大量的叛將資料。郭威要按名稽查，王溥说：“魑魅之形，伺夜而出，日月既照，氛沴自肖。愿一切焚之，以安反侧”。
显德四年（957年），周世宗柴榮请王溥选择将帅，王溥举荐向拱，再次取得胜利。宴會上世宗亲赐御酒说：“为朕择帅成边功者，卿也！”
世宗死，赵匡胤势力强大，“宰相王溥亦阴效诚款”，并献奉宅园以取悦于赵匡胤。赵匡胤黃袍加身返京，王溥“口禁不能对”，“降阶先拜”。赵匡胤曾对左右说：“王溥十年做相，三迁一品，福履之盛，近世未见其比。”乾德二年（964年）正月，罢相，任太子少保。太平兴国初年，封祁国公，七年（982年）八月去世。谥文献。赵宋之后，王溥虽仍为宰相，但基本上被削實權。主要的精力则投入在编修史籍，家有藏書萬餘卷，編著《世宗實錄》、《唐會要》、《五代會要》三部史籍共一百七十卷，開史學“會要”體例之。

## 家族
- 祖：王建福，贈太師、尚書令兼中書令
- 祖母：賈氏，追封魏國太夫人
- 父：王祚，宿州防禦使、累贈太師、尚書令兼中書令、追封晉國公
- 母：嚴氏，追封陳國太夫人、兗國太夫人
- 妻：常氏，追封魏國太夫人
- 妻：申氏，追封丹陽郡夫人
- 子：王貽正，國子監博士、贈太師兼中書令
  - 孫：王貽永，尚書省右僕射兼侍中、彰德軍節度使、檢校太師、充景靈宮使
    - 曾孫：王道卿，贈左領軍衛上將軍
      - 玄孫：王彭年，終官左藏庫使
        - 來孫女：王氏，封壽光縣君，適右武衛大將軍、虔州刺史趙士健
- 子：王貽矩，終官司封司員外郎、累贈吏部侍郎
  - 孫：王珣瑜，終官朝散大夫、虞部司郎中、中護軍、贈司勛司郎中
    - 曾孫：王肅，內殿承制
    - 曾孫：王鑑，內殿崇班
    - 曾孫女：王氏，累封華原郡君、適都官司郎中呂希道
    - 玄孫：王審求，太廟齋郎
    - 玄孫：王審交
    - 玄孫：王審言
    - 玄孫：王審文
    - 玄孫：王審立
    - 玄孫：王審奇
    - 玄孫：王審方
    - 玄孫：王審之